# Ширлі Чисголм
Ширлі Аніта Сент Гілл Чисголм (англ. Shirley Anita St. Hill Chisholm; 30 листопада 1924, Бруклін, Нью-Йорк, США — 1 грудня 2005, Флорида, США) — американська політична діячка, кандидатка в президенти США на виборах 1972 року. Вона стала першим темношкірим кандидатом на посаду президента Сполучених Штатів від основної партії Штатів і першою жінкою, яка балотувалася на пост президента від Демократичної партії. Крім того, у 1968 році стала першою чорношкірою жінкою, обраною до Конгресу США.

## Життєпис
Дитинство провела на Барбадосі, батьківщині своєї матері.
У 1946 році закінчила Бруклінський коледж, отримавши ступінь бакалавра мистецтв, в 1952 році отримала ступінь магістра мистецтв Колумбійського університету. У 1968 році стала першою темношкірою жінкою, обраною у Конгрес США.
Працювала в Конгресі протягом семи термінів з 1969 по 1983 рік. В 1972 році висувала свою кандидатуру на пост Президента Сполучених Штатів від Демократичної партії, ставши першою жінкою і представницею афроамериканської спільноти, що висувалася на цю роль в Демократичній партії.
Є авторкою двох книг.